# Karangmojo (Tasikmadu)
Karangmojo is een bestuurslaag in het regentschap Karanganyar van de provincie Midden-Java, Indonesië. Karangmojo telt 5811 inwoners (volkstelling 2010).